# Wilson Mayrink
Wilson Mayrink (Ponte Nova, 25 de fevereiro de 1925 - Belo Horizonte, 26 de Janeiro de 2017)  é um médico e parasitologista brasileiro.
Graduado pela Faculdade de Medicina da Universidade Federal de Minas Gerais, em 1951, é doutor em Parasitologia (1956 - 1960, com a tese Transaminase glutâmico-pirúvica e glutâmico-oxalacética em Esquistossomose mansoni experimental) e livre-docente (1967, com a tese Contribuição ao diagnóstico parasitológico da leishmaniose visceral), sempre pela mesma universidade, da qual é Professor Emérito.
Interessou-se pelo estudo da leishmaniose a partir de 1962, e suas pesquisas  tiveram início já por volta de 1963, quando Mayrink organizou o Laboratório de Leishmaniose do Departamento de Parasitologia do Instituto de Ciências Biológicas da Universidade Federal de Minas Gerais (ICB/UFMG). Em 1965, ele e o epidemiologista Paulo Araújo Magalhães da Superintendência de Campanhas de Saúde Pública (SUCAM) iniciaram estudos na Zona do Vale do Rio Doce, sobre a profilaxia da leishmaniose visceral (calazar), doença causada por Leishmania chagasi.  Sempre polêmico e contestador frente às políticas públicas de saúde, o Prof. Mayrink trabalha há quase 50 anos na busca da cura e da prevenção das leishmanioses. Suas pesquisas resultaram no desenvolvimento da Leishvacin®, que é, no mundo, a única vacina de comprovada eficácia contra o protozoário causador da doença. O pesquisador se diz realizado com a autorização do Ministério da Saúde brasileiro para a produção da vacina como um imunoterápico. A vacina está sendo testada na Colômbia e no Equador, sob a coordenação da OMS, e os testes estão em fase final, com resultados semelhantes aos do Brasil. 
É membro da Academia Mineira de Medicina, desde 1998.